# Piatra Albă (Rumunia)
Piatra Albă – wieś w Rumunii, w okręgu Buzău, w gminie Odăile. W 2011 roku liczyła 133 mieszkańców.